# Lenguas kiranti
Las lenguas kiranti (también llamadas Bahing–Vayu) son un subgrupo filogenético dentro de las lenguas tibetano-birmanas habladas en Nepal, Sikkim (India) y las montañas Darjeeling (Bangladés) por las etnias kirat, limbu y rai.

## Clasificación
Las lenguas kiranti constituyen una agrupación dentro de las lenguas tibetano-birmanas. La relación con otros grupos filogenéticos tibetano-birmanos es menos clara, por ejemplo, usualmente se considera que estas lenguas constituyen una de las dos ramas de un grupo mayor denominado mahakiranti (gran kiranti), que incluye al grupo kiranti y al grupo Kham-Magar-Chepang. Aunque no existe completo acuerdo entre los especialistas si constituyen un grupo filogenético válido o sus repaciones con el resto de lenguas agrupadas dentro del mahakiranti. Otros autores clasifican al kiranti dentro de una agrupación más amplia denominada rama rung que también incluye al kham-magar-chepang, al rGyalong, el himalayo occidental, el kinauri-almora y el qiánguico.

### Lenguas del grupo
Existen alrededor de dos docenas de lenguas kiranti. Las mejor estudiadas son el bahing, el limbu, el vayu, el lohorung y el kulung (rai). La clasificación usual es:
Limbu
- Limbu (afinidad con el kiranti oriental)

Kiranti oriental
- Yakkha: Yakkha, Belhare, Athpare, Chintang, Chulung.
- Alto río Arun: Yamphu, Lohorung, Meohang.

Kiranti central
- Khambu (Rai): Kulung, Nachering, Sampang, Saam.
- Meridional: Bantawa, Puma, Chamling, Dungmali.

Kiranti occidental
- Thulung: Thulung (tal vez una rama primaria del kiranti)
- Chaurasiya: Wambule, Jerung.
- Alto río Dudhkosi: Khaling, Dumi, Kohi.
- Sunwari: Bahing, Sunuwar, Wayu (Vayu).

## Descripción lingüística
Las lenguas kiranti presentan cierto grado de fusión, por lo que por ejemplo los verbos en lenguas kiranti no son fácilmente segmentables, debido a la presencia de morfemas de tipo portmanteau producto de la fusión de cadenas de afijos, y numerosos procesos alomorfía poco transparentes.

### Comparación léxica
Los numerales en diferentes lenguas kiranti son:
| GLOSA | Kiranti occidental | Kiranti occidental | Kiranti occidental | Kiranti occidental | Kiranti central | Kiranti central | Kiranti central | Kiranti central | Kiranti oriental | Kiranti oriental | Kiranti oriental | PROTO- KIRANTI |
| GLOSA | Limbu              | Athpare            | Yamphu             | Lorung             | Puma            | Bantawa         | Kulung          | Sampang         | Bahning          | Dumi (Radu)      | Thulung          | PROTO- KIRANTI |
| ----- | ------------------ | ------------------ | ------------------ | ------------------ | --------------- | --------------- | --------------- | --------------- | ---------------- | ---------------- | ---------------- | -------------- |
| '1'   | t̪ʰik               | ʈʰik               | ikko               | ʈʰikko             | ʌk              | ɨk-             | i               | itta            | kʷāŋ             | tuk              | ko-le            | *ʈʰik-         |
| '2'   | nɛʧ-ʧi             | ip-pok             | nit-ci             | ŋic-ci             | ʌssʌ            | hwa-            | ni              | hit-tsʰi        | nik-si           | sak              | no-le            | *nit-          |
| '3'   | sum-si             | sum-bok            | sum-ji             | sum-ci             | sum             | sum-ka-         | su              | sum-tsʰi        | sām              | suk              | sjum-le          | *sum           |
| '4'   | li-ʃi              | (char)             | ri-ji              | ric-ci             | tʃutʃʰit        | lek-ka-         | li              | lʌ̃ka(bo)        | lɛ               | buk              | blə-le           | *b-li-         |
| '5'   | ŋa-si              | (pac)              | ŋa-ʔum             | ŋa-ci              | tʃʰit           | cʰuk-ka-        | ŋa              | nʌ̃ka(bo)        | ŋo               | nek              | ŋo-le            | *ŋa            |
| '6'   | t̪uksi              | (cha)              | cu-ʔum             | (cha)              | tʃʰet           | sek-ka-         | t̪uk             | tsuki           | rukbā            | rek              | ru-le            | *t-ruk         |
| '7'   | nusi               | (sat)              | et-ci              | (sat)              | (set)           | rek-ka          | nuk             | sawa            | cənni            | sek              | let-le           |                |
| '8'   | jɛnʧʧʰi            | (ath)              | aŋ-ji              | (ath)              | ret             | lek-ka-         | rek             | reka(bo)        | yā               | uk               | jet-le           | *rjet          |
| '9'   | pʰaŋsi             | (nau)              | nuk-ci             | (nau)              | let             | nu-ka-          | bɔu             | ŋʌka            | gʰu              | nuk              | gu               | *nuk~ *gu      |
| '10'  | t̪ʰiboːŋ            | (das)              | ippoŋ              | (das)              | ʌkmet           | ina-nam-        | pɔŋ             | ithop           | kʷaddiyum        | tuk-si           | kodʰum           | *poŋ           |

Los términos entre paréntesis son préstamos del nepalí o de lenguas indoarias orientales.